# سنة

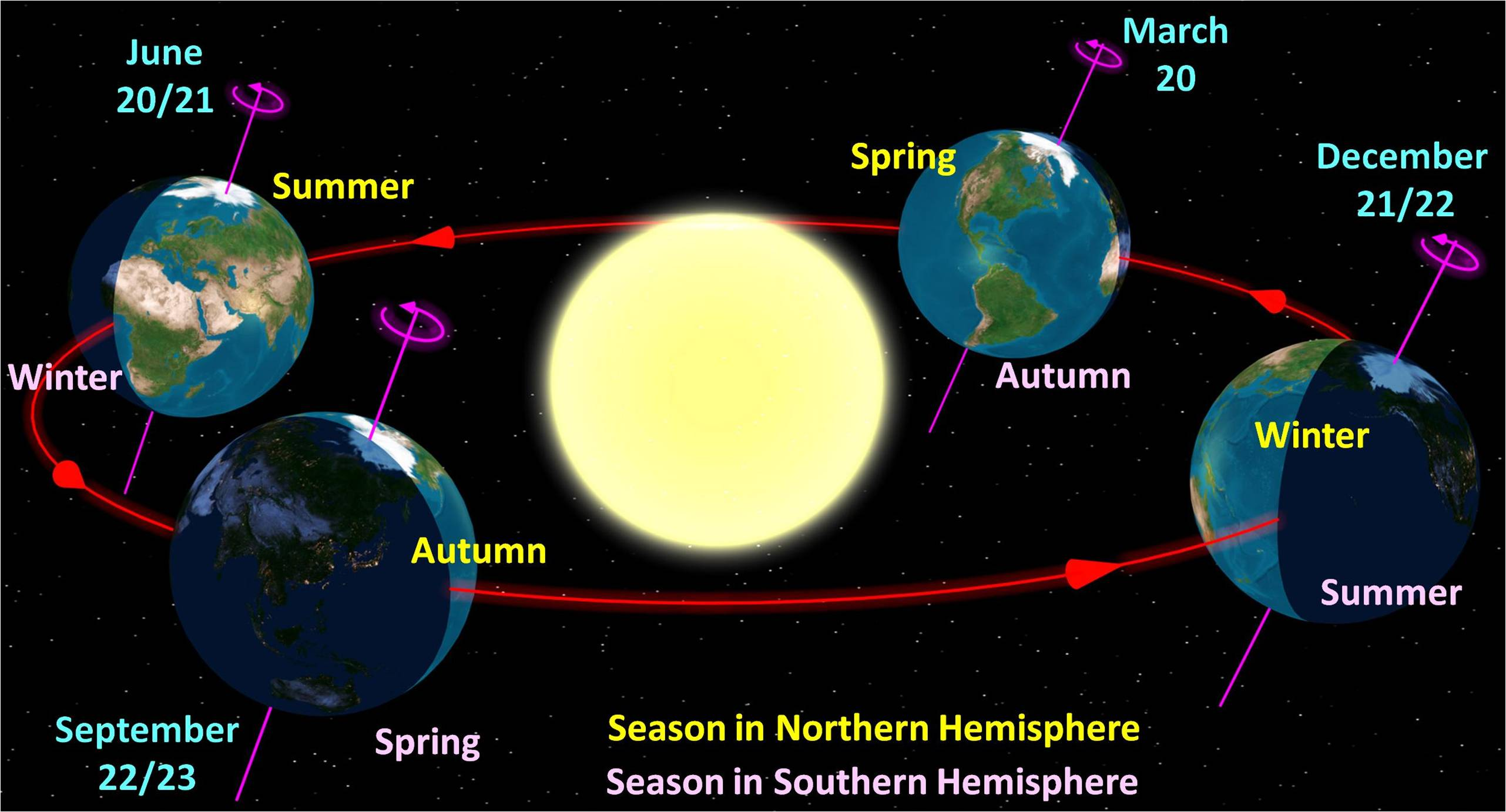
كل دورة للأرض حول الشمس تولد سنة واحدة والفصول الاربعة

السَّنَةُ أو العَامُ السنة هي الوقت الذي تستغرقه الأجسام الفلكية لإكمال مدار واحد. فمثلًا، السنة على الأرض هي الوقت الذي تستغرقه الأرض للدوران حول الشمس. ومن المتعارف عليه عمومًا أن كلمة سنة تعني سنة تقويمية، ولكن هذه الكلمة تستخدم أيضًا لوصف فترات ترتبط بشكل بعيد بالسنة التقويمية أو السنة الفلكية، مثل السنة الموسمية والسنة المالية والسنة الدراسية...إلخ. يمكن استخدام هذا المصطلح أيضًا للإشارة إلى أي فترة أو دورة طويلة مثل السنة العظيمة.
وبسبب ميل الأرض على محورها فإن مسار السنة يشهد تعاقب الفصول، ويتسم بتغيرات في الطقس وفي ساعات النهار، مما يؤدي بالنتيجة إلى ظهور الغطاء النباتي وإلى خصوبة التربة. في المناطق المعتدلة وشبه القطبية حول الكوكب، ثمة أربعة مواسم معترف بها عمومًا: الربيع، والصيف، والخريف، والشتاء. إن تعدد المناطق الجغرافية في المناطق الاستوائية وشبه الاستوائية يحول دون وجود فصول محددة، ولكن في المناطق المدارية الموسمية، يوجد فصلان معروفان ومحددان هما الفصل الرطب والفصل الجاف.

## السنة التقويمية
السنة التقويمية هي تقدير تقريبي لعدد الأيام التي تتم بها الأرض دورتها حول الشمس، والتي تحسب في تقويم معين. يحدد التقويم الغريغوري، أو التقويم الحديث، سنة تقويمه لتكون إما سنة بسيطة أي 365 يومًا أو سنة كبيسة أي 366 يومًا، مثلما تفعل التقويمات اليوليانية. بالنسبة للتقويم الغريغوري، يبلغ متوسط طول السنة التقويمية (المتوسط الحسابي للسنة) في الدورة الكبيسة الكاملة البالغة 400 عامًا 365.2425 يومًا في السنة (97 سنة من هذه الأربعمئة هي سنوات كبيسة).

## ضبط التاريخ بطريقة الإقحام
لا تحتوي السنوات الفلكية على عدد صحيح من الأيام أو الأشهر القمرية، لذلك فإن أي تقويم يتبع السنة الفلكية يجب أن يكون لديه نظام إقحام لضبط التاريخ مثل نظام إدخال السنوات الكبيسة.

### التقويم اليولياني
في التقويم اليولياني، يبلغ متوسط طول السنة 365.25 يومًا. وفي سنة غير كبيسة، ثمة 365 يومًا، وفي السنة الكبيسة يوجد 366 يومًا. تأتي السنة الكبيسة كل أربع سنوات، ويُقحم خلالها يوم في شهر فبراير لضبط التاريخ، ويسمى هذا اليوم المضاف باسم «اليوم الكبيس».
في علم الفلك، تُعرف السنة اليوليانية بأنها وحدة زمنية تساوي 365.25 يومًا، كل يوم منها عبارة عن 86,400 ثانية بالضبط، وبذلك يكون مجموع الثواني في السنة اليوليانية الواحدة 31,557,600 ثانية بالضبط.

### التقويم اليولياني المنقح
اقتُرح التقويم اليولياني المنقح عام 1923، واستُخدم في بعض الكنائس الأرثوذكسية الشرقية. ويحوي 218 سنة كبيسة كل 900 سنة. يبلغ متوسط طول السنة في هذا التقويم 365.2422222 يومًا وهو قريب من المتوسط الحسابي للسنة الاستوائية والتي تبلغ 365.24219 يومًا (نسبة الخطأ 9.10). وفي 2800 ميلادي، سيبدأ التقويمان الغريغوري واليولياني المنقح بالاختلاف بيوم تقويمي واحد.

### التقويم الغريغوري
يهدف التقويم الغريغوري إلى ضمان أن يحدث الاعتدال الربيعي في 21 مارس أو قبل ذلك بوقت قصير. لذلك، فهو يتبع سنة الاعتدال الربيعي، أو السنة المدارية. نظرًا لأن 97 سنة من 400 سنة هي سنوات كبيسة، فإن متوسط طول السنة التقويمية الغريغورية هو 365,2425 يومًا، مع خطأ نسبي يبلغ أقل من جزء واحد من المليون (8.10) وهو قريب من الطول الحالي للمتوسط الحسابي للسنة المدارية (365.24219 يومًا) وأقرب إلى سنة الاعتدال الربيعي الحالية في مارس التي يهدف التقويم الغريغوري لمطابقتها ويبلغ المتوسط الحسابي لها 365.242374 يومًا.

### تقويمات أخرى
تاريخيًا، أقحمت التقويمات القمرية الشمسية أشهر كبيسة كاملة على أساس الرصد. لم تعد تستخدم التقويمات القمرية الشمسية حاليًا إلا لأسباب متعلقة بالطقوس الدينية (مثل التقويم العبري، والتقويمات الهندوسية المختلفة).
إن التحوير الحديث للتقويم الجلالي التاريخي والمعروف باسم التقويم الهجري الشمسي (1925) هو تقويم شمسي بحت، مع أنماط غير منتظمة من الأيام الكبيسة المبنية على أساس الرصد (أو الحساب الفلكي) ويهدف إلى وضع بداية السنة الجديدة (النوروز) في يوم الاعتدال الربيعي (حسب المنطقة الزمنية لمدينة طهران) بدلًا من استخدام نظام حسابي معتمد على السنوات الكبيسة.

## الانقسامات البراغماتية
غالبًا ما تستخدم الحسابات المالية والعلمية تقويمًا مدته 365 يومًا، وذلك لتبسيط المعدلات اليومية.

### السنة المالية
السنة المالية فترة تمتد لاثني عشر شهرًا، وتستخدم لحسابات البيانات المالية السنوية في الشركات والمؤسسات الأخرى. وفي العديد من النطاقات القضائية، تتطلب الأنظمة المتعلقة بالمحاسبة مثل هذه التقارير مرة واحدة كل 12 شهرًا، ولكن لا تتطلب أن تشكل الاثني عشر شهرًا سنة تقويمية.
فمثلًا، تبدأ السنة المالية في كندا والهند من 1 أبريل؛ وفي المملكة المتحدة تبدأ من 1 أبريل من أجل ضرائب الشركات والبيانات المالية الحكومية، أما لدفع الضرائب الشخصية ودفع استحقاقات الدولة فتبدأ من 6 أبريل. تبدأ السنة المالية في أستراليا من 1 يوليو، في حين أن السنة المالية للحكومة الفيدرالية في الولايات المتحدة الأمريكية تبدأ من 1 أكتوبر.

### السنة الدراسية
السنة الدراسية هي الفترة السنوية التي يذهب خلالها الطالب إلى مؤسسة تعليمية. يمكن تقسيم السنة الدراسية إلى فصول أكاديمية، مثل أنصاف سنة دراسية أو أرباع سنة دراسية. تبدأ السنة الدراسية في العديد من البلدان في أغسطس أو في سبتمبر وتنتهي في مايو أو يونيو أو يوليو. في إسرائيل، تبدأ السنة الدراسية في أكتوبر أو نوفمبر انسجامًا مع الشهر الثاني من التقويم العبري.
تقسم بعض المدارس في المملكة المتحدة وكندا والولايات المتحدة الأمريكية السنة الدراسية إلى ثلاثة فصول متساوية تقريبًا، وتتزامن عمومًا مع فصول الخريف والشتاء والربيع. وفي بعض الأحيان، يحضر الطلاب دورة صيفية قصيرة، تعتبر أحيانًا جزءًا من السنة المدرسية العادية، ويكون الحضور على أساس طوعي أو اختياري. تقسم مدارس أخرى السنة إلى فصلين دراسيين رئيسيين، فصل دراسي أول (يبدأ عادة في سبتمبر وينتهي في ديسمبر) وفصل دراسي ثاني (يبدأ في يناير وينتهي في مايو). يمكن تقسيم هذين الفصلين الرئيسيين إلى نصفين بامتحانات تسمى الامتحانات النصفية. وكل نصف منها يسمى فصلًا، وقد يكون هناك أيضًا دورة صيفية طوعية، أو دورة قصيرة في يناير.
في مدارس أخرى، بما فيها بعض المدارس في الولايات المتحدة الأمريكية، يكون هناك أربع فترات تعليمية. بعض المدارس في الولايات المتحدة الأمريكية وخاصة مدرسة بوسطن اللاتينية، قد تقسم السنة إلى خمس فترات تعليمية أو أكثر. قد يقول البعض دفاعًا عن هذا التقسيم، أنه لربما هنالك علاقة إيجابية بين تواتر الامتحانات والإنجاز الأكاديمي.
ثمة عادةً 180 يومًا دراسيًا في السنة في مدارس الولايات المتحدة بدون أخذ عطل نهايات الأسبوع والاستراحات في الحسبان. في حين أن هناك 190 يومًا دراسيًا لتلاميذ المدارس الحكومية في كندا ونيوزيلندا والمملكة المتحدة، و200 يومًا دراسيًا للتلاميذ في أستراليا.
في الهند، تبدأ السنة الدراسية عادًة في 1 يونيو وتنتهي في 31 مايو. على الرغم من أن المدارس تبدأ بإغلاق أبوابها في منتصف مارس، إلا أن إغلاق المدارس الرسمي يكون في 31 مايو. تبدأ المدارس في نيبال في 15 يوليو.
عادة ما يكون للمدارس والجامعات في أستراليا سنوات دراسية تتوافق مع السنة التقويمية (أي تبدأ في فبراير أو مارس وتنتهي في أكتوبر وحتى ديسمبر)، إذ يمر نصف الكرة الجنوبي بفصل الصيف في الفترة الممتدة بين ديسمبر وفبراير.

### السنة الموسمية
السنة الموسمية هي الوقت بين التكرارات المتعاقبة لحدث موسمي ما، مثل فيضان نهر، أو هجرة نوع من أنواع الطيور، أو إزهار نوع من النباتات، أو الصقيع الأول، أو أول لعبة محددة في رياضة معينة. يمكن أن تختلف أوقات هذه الأحداث اختلافات واسعة من سنة إلى أخرى، وتصل هذه الاختلافات لأكثر من شهر.